# Marta Poveda

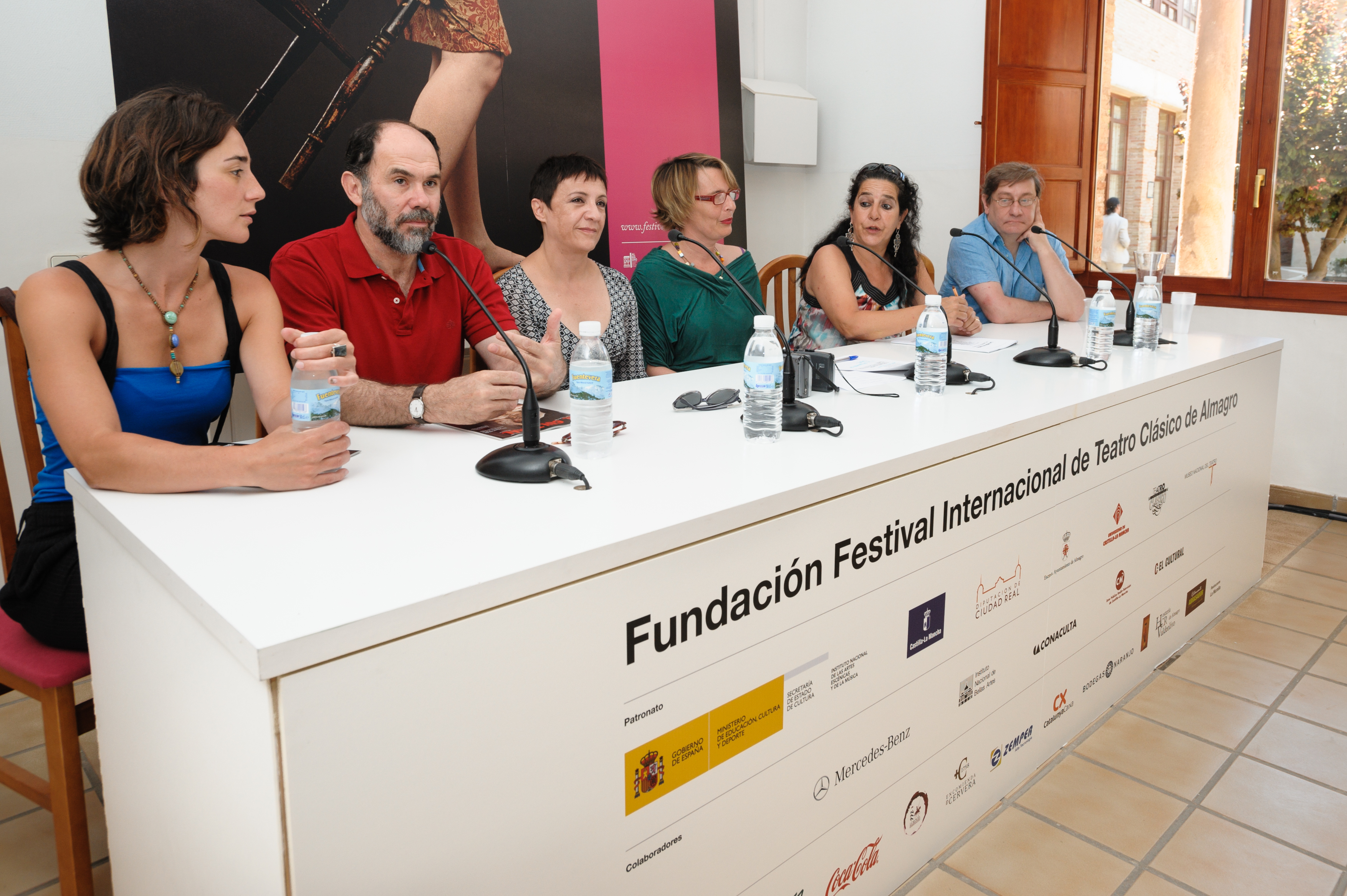

Marta Poveda (Madrid, 18 de mayo de 1983) es una actriz y directora teatral española.
Se formó en la Escuela Cuarta Pared, además de realizar varios talleres, donde amplió sus conocimientos de danza, teatro y técnica vocal. Ha participado en varias obras de teatro y ha trabajado en series de televisión como Los 80 o El comisario. Hasta 2009 interpretó el papel de Berta en la popular serie Escenas de matrimonio, emitida por el canal de televisión español Telecinco y producida por Alba Adriática. En 2010 participa en la serie de Telecinco La pecera de Eva y en la segunda temporada de la serie de Antena 3 Impares, interpretando a Fany Clos. Actualmente, es la primera actriz en la Compañía Nacional de Teatro Clásico.

## Apariciones en televisión
| Año       | Título                | Personaje           | Cadena    | Datos             |
| --------- | --------------------- | ------------------- | --------- | ----------------- |
| 2002      | El comisario          | Marta Olano         | Telecinco | 2 episodios       |
| 2004      | Más que amigos        |                     | Telecinco | 1 episodio        |
| 2004      | Los 80                |                     | Telecinco | 5 episodios       |
| 2005      | Los Serrano           |                     | Telecinco | 1 episodio        |
| 2007-2009 | Escenas de matrimonio | Berta García        | Telecinco |                   |
| 2010      | Impares               | Fany Clos           | Antena 3  | 6 episodios       |
| 2010      | Impares Premium       | Fany Clos           | Neox      | 1 episodio        |
| 2010-2011 | La pecera de Eva      | La López            | Telecinco | 130 episodios     |
| 2011      | Gran Hotel            | Señorita            | Antena 3  | 1 episodio        |
| 2012      | Frágiles              | La López            | Telecinco | 1 episodio        |
| 2014      | Ciega a citas         | María               | Cuatro    | 1 episodio        |
| 2014      | Cuéntame cómo pasó    | La Loles            | La 1      | 1 episodio        |
| 2016      | Centro médico         |                     | La 1      | 6 episodios       |
| 2019-2021 | Mercado central       | Lorena de la Cruz   | La 1      | 310 episodios     |
| 2020      | Vergüenza             | Policía             | #0        | 1 episodio        |
| 2020      | Antidisturbios        | Marian              | #0        | 4 episodios       |
| 2022      | Servir y proteger     | Eider Ulloa "Argos" | La 1      | 35 episodios      |
| 2025      | Asuntos internos      | Berta               | La 1      | Reparto principal |

## Participaciones en teatro

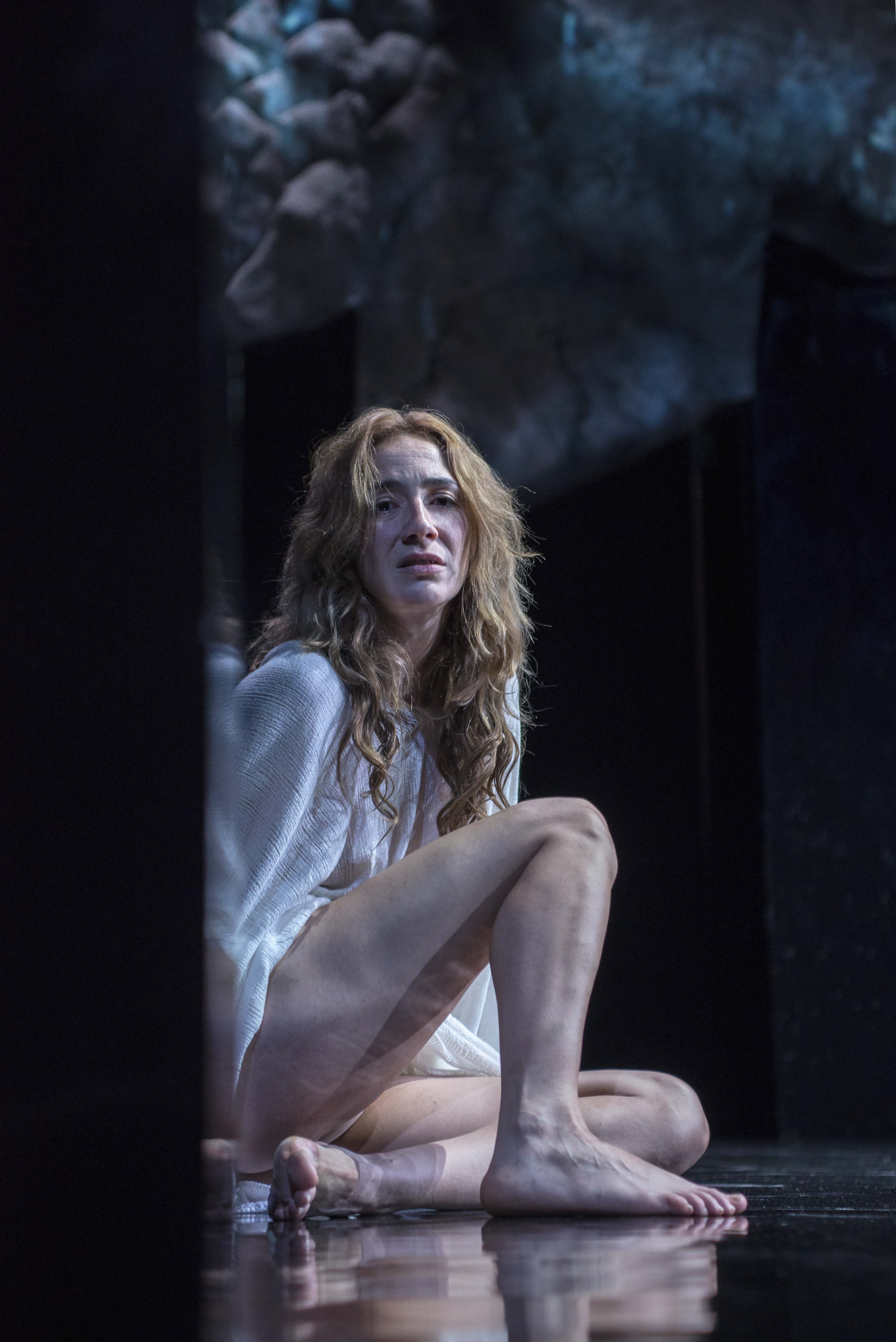
Marta Poveda actuando en 'La hija del aire', 2019.

- Pingüinas (2015), de Fernando Arrabal
- La Tierra, de José Ramón Fernández.[2]
- Vagas noticias de Klamm, de José Sanchis Sinisterra.
- Las bicicletas son para el verano, de Fernando Fernán Gómez.
- 24/7, de Yolanda Pallín, José Ramón Fernández y Javier García Yagüe.
- La casa de Bernarda Alba, de Federico García Lorca.
- Roberto Zucco, de Bernard-Marie Koltès.
- Cruzadas, de Michel Azama.
- Flechas del ángel del olvido, de José Sanchis Sinisterra.[3]
- Himmelweg, de Juan Mayorga.
- Cruel y tierno, de Martin Crimp.
- La comedia del bebé, de Edward Albee.
- Duda razonable, de Borja Ortiz de Gondra.
- El burlador de Sevilla, de Tirso de Molina.
- Burundanga, de Jordi Galceran.[4]
- La vida es sueño, de Helena Pimenta.
- La verdad sospechosa, de Helena Pimenta.
- Donde hay agravios no hay celos, de Helena Pimenta.
- La dama duende, de Helena Pimienta.
- El idiota (2019), de Fiodor Dostoievski. Teatro María Guerrero.
- Macbeth (2020), de William Shakespeare.
- Malvivir (2021), de Yayo Cáceres.
- ￼El Dios de la juventud (2025), de Alma Vidal